# 路中一
路中一（ろ ちゅういち）は中国と台湾に分布する新宗教・一貫道で神聖視される人物。一貫道では「十七祖」とされ、「十八祖」である張天然の師。弥勒菩薩の化身と信じられている。
著書『道脈図解』の中で、釈迦から彼自身に至るまでの時代を「紅陽時代」と位置づけ、そしてそれから始まる「白陽時代」最初の祖師ということで自らを「白陽初祖」と称した。天命によって一貫道の真義を広く世に伝道することが許されたのは彼の代からだという。没後、彼の妹が道務を受け継いだ。